# Серест, Луи-Альбер де Бранкас
Луи-Альбер де Бранкас (фр. Louis-Albert de Brancas; 12 мая 1775, Париж — 28 сентября 1851, Фурдрен), герцог де Серест — французский государственный деятель.

## Биография
Сын Луи II де Бранкаса, графа де Виллар, и Вильгельмины ван Нойкирхен.
Первоначально именовался шевалье де Бранкасом, затем, после пресечения старшей линии рода, получил титул герцога де Серест и гранда Испании 1-го класса.
Во младенчестве стал мальтийским рыцарем.
В 1791 году эмигрировал, в кампанию 1792 года служил в армии Конде. После ее роспуска записался в британские уланы, с которыми служил в Голландии в 1794 году.
Вернулся во Францию при Консульстве, в 1807 году стал камергером Наполеона. Адъютант командующего в Париже (8.01.1814).
При Реставрации пожалован в кавалеры ордена Святого Людовика (22.08.1814). Полковник департаментского легиона Эны (26.10.1815), офицер ордена Почетного легиона (1.08.1821), почетный дворянин Палаты короля (30.05.1825).
Карлом X был произведен в почетные лагерные маршалы, а 27 января 1830 назначен пэром Франции. Согласно статье 68-й Конституционной хартии 1830 года, принятой Июльской монархией, попал в список исключенных из состава Палаты пэров.

## Семья
Жена (1799): Полина де Монестье де Шазерон (6.08.1776—8.1858), дочь Франсуа-Шарля де Монестье, маркиза де Шазерона, и Дианы де Баши де Пиньон. 
- дочь (р. 1710, ум. до того, как успели дать имя)
- Аделаида-Луиза-Кандида (14.04.1713—8.04.1740), придворная дама королевы Польской. Муж (6.02.1730): Клод-Гюстав Кретьен (1706—1778), маркиз де Салль, губернатор Вокулёра
  - Луи II (5.05.1714—10.01.1793), герцог де Виллар. Жена 1) (28.07.1731): Аделаида-Женевьева д'О (1716—1735); 2) (19.01.1742): Диана-Аделаида де Майи-Нель (1714—1765); 3) (29.06.1772): Вильгельмина фон Нойкирхен фон Нивенхайм